# Julia Cohen
Julia Cohen (Filadelfia, 23 marzo 1989) è un'ex tennista statunitense.

## Biografia
Julia Cohen ha iniziato a giocare a tennis all'età di 3 anni. È stata allenata da suo fratello, Josh Cohen.
Ha disputato la sua prima finale in un torneo WTA a Baku nel 2012. Nel corso della manifestazione ha battuto Ksenija Pervak, Alla Kudrjavceva, Magdaléna Rybáriková e Ol'ga Alekseevna Pučkova. Ha perso la finale contro la serba Bojana Jovanovski.

## Statistiche

### Singolare

#### Sconfitte (1)
| Legenda               |
| --------------------- |
| Grande Slam (0)       |
| Argenti Olimpici (0)  |
| WTA Finals (0)        |
| Premier Mandatory (0) |
| Premier 5 (0)         |
| Premier (0)           |
| International (1)     |

| N. | Data           | Torneo         | Superficie | Avversaria in finale | Punteggio |
| 1. | 28 luglio 2012 | Baku Cup, Baku | Cemento    | Bojana Jovanovski    | 3-6, 1-6  |

## Grand Slam Junior

### Doppio

#### Sconfitte (1)
| Tornei del Grande Slam  |
| ----------------------- |
| Australian Open (1)     |
| Open di Francia (0)     |
| Torneo di Wimbledon (0) |
| US Open (0)             |

| N. | Data            | Torneo                     | Superficie | Compagna          | Avversarie in finale            | Punteggio     |
| 1. | 27 gennaio 2007 | Australian Open, Melbourne | Cemento    | Urszula Radwańska | Evgenija Rodina Arina Rodionova | 6-2, 3-6, 1-6 |

## Risultati in progressione
| Sigla | Risultato               |
| ----- | ----------------------- |
| V     | Vincitore               |
| F     | Finalista               |
| SF    | Semifinalista           |
| O     | Oro olimpico            |
| A     | Argento olimpico        |
| SF    | Bronzo olimpico         |
| QF    | Quarti di Finale        |
| 4T    | Quarto turno            |
| 3T    | Terzo turno             |
| 2T    | Secondo turno           |
| 1T    | Primo turno             |
| RR    | Round Robin             |
| LQ    | Turno di qualificazione |
| A     | Assente                 |
| ND    | Non disputato           |

| Legenda superfici    |
| -------------------- |
| Cemento              |
| Terra battuta        |
| Erba                 |
| Superficie variabile |

### Singolare nei tornei del Grande Slam
| Torneo          | 2012 | 2013 | 2014 |
| --------------- | ---- | ---- | ---- |
| Australian Open | A    | A    | A    |
| Open di Francia | A    | A    | A    |
| Wimbledon       | A    | A    | A    |
| US Open         | 1T   | A    | A    |

### Doppio nei tornei del Grande Slam
Nessuna partecipazione

### Doppio misto nei tornei del Grande Slam
Nessuna partecipazione